# John Hacket
John Hacket (1592-1670) est un ecclésiastique anglican.
Il est évêque de Lichfield et Coventry de 1661 jusqu'à sa mort, en 1670.